# 磯村和英
磯村 和英（いそむら かずひで、1945年12月27日 - ）は、日本のヴィオラおよびヴァイオリン奏者。
東京クヮルテット創設メンバー。イェール大学音楽院教授。愛知県出身。

## 経歴
桐朋学園で齋藤秀雄らに師事する。渡米後、ナッシュヴィル交響楽団の副コンサートマスターに就任したが、室内楽とヴァイオリンへの情熱を抑えきれず、1968年より全額給費奨学生としてジュリアード音楽院に入学、ヴァイオリンをイヴァン・ガラミアンらに、ヴィオラをワルター・トランプラー、室内楽をロバート・マンらに学ぶ。1970年にジュリアード音楽院を中退した。
1969年秋、桐朋、ジュリアードを通じての仲間とともに東京クヮルテットを結成する。1970年にインターナショナル・ヤング・アーティスト・オーディションに合格し、またミュンヘン国際音楽コンクール弦楽四重奏部門で1位となり、国際的な注目を集めた。同年秋に、ニューヨークでデビューリサイタルを行って以来、クヮルテットと共に40年にわたり、ニューヨークを拠点に世界各地で演奏活動を続けた。
2011年11月、2013年6月をもって東京クヮルテットを引退することを発表した。以後も音楽活動を続ける予定で、磯村は「情熱と刺激に満ちた日々でした。数々の素晴らしい室内楽の名曲を永遠に演奏し続けられると思ってきましたが、つい最近になってそれはちょっと無理なんだと気がつきました。世界中を飛び回って演奏することがだんだん辛くなってきたのです」と引退の理由を語った。
室内楽の指導には長年積極的に取り組み、イェール大学音楽院で教授を務める他、アメリカ、ヨーロッパ、日本で数多くの室内楽講座を行う。東京クヮルテットがレコーディングしたレパートリーは幅広く、ハイドンから21世紀の作品に及ぶ。スイスのモントルー・レコード大賞、イギリスのグラモフォン年間最優秀室内楽賞等を受賞した録音も数多く、グラミー賞には7回ノミネートされた。個人としても、ヴィオラ・ソロとソナタのCDをリリースしている。 使用楽器は、日本音楽財団より貸与の1731年製ストラディヴァリウス “パガニーニ”。
また、2010年に水戸芸術館館長吉田秀和の命により、同館の専属楽団として、庄司紗矢香、佐藤俊介、石坂団十郎、小菅優らと、「新ダヴィッド同盟」を結成した。 ドイツ・ロマン派の作曲家ロベルト・シューマンが夢想した芸術グループ「ダヴィッド同盟」にちなみ、俗物に対抗し、新しい音楽の理想を打ち立てようとする気概をこめているという。